# Bisogna saper perdere/Non far finta di no
Bisogna saper perdere/Non far finta di no è un singolo dei Rokes pubblicato in Italia nel 1967.

## Descrizione
Bisogna saper perdere, registrata sul lato A del disco, scritta da Giuseppe Cassia e Ruggero Cini, fu presentata al Festival di Sanremo 1967, interpretata dai Rokes e da Lucio Dalla. Non far finta di no, sul lato B, è firmata da Sergio Bardotti, Aina Diversi e Shel Shapiro ed è cantata da Bobby Posner. 
Il disco ottenne un buon successo di vendite raggiungendo il quarto posto nella Hit Parade con vendite anche in Francia e in Germania.

## Formazione
- Johnny Charlton:  chitarra
- Bobby Posner: voce, basso
- Shel Shapiro: voce, chitarra
- Mike Shepstone: cori, batteria